# Heliconius umbrina
Heliconius umbrina är en fjärilsart som beskrevs av Heinrich Neustetter 1931. Heliconius umbrina ingår i släktet Heliconius och familjen praktfjärilar. Inga underarter finns listade i Catalogue of Life.